# Citizen Erased
Citizen Erased är en låt av det brittiska rockbandet Muse och är den sjätte låten på deras andra studioalbum Origin of Symmetry.
Denna låt är oftast en stor favorit bland fans och publik, och när Muse anordnade en röstning för låtar för The Resistance turnén 2010, valdes Citizen Erased överlägset många gånger. Av totalt 27 länder blev Citizen vald 16 gånger.